# Miriam Hyde
Miriam Hyde (* 15. Januar 1913 in Adelaide; † 11. Januar 2005 in Sydney) war eine australische Komponistin, Pianistin, Musikpädagogin und Autorin.

## Leben und Wirken
Hyde erhielt den ersten Musikunterricht von ihrer Mutter und war ab 1925 als Stipendiatin des Australian Music Examinations Board (AMEB) Schülerin von William Silver am Elder Conservatorium of Music. Sie schloss das Studium 1931 als Bachelor of Music ab und setzte ihre Ausbildung mit einem Stipendium des Konservatoriums von 1932 bis 1935 am Royal College of Music in London fort. In dieser Zeit gewann sie drei Kompositionspreise; zwei ihrer Konzerte wurden vom London Philharmonic Orchestra bzw. London Symphony Orchestra aufgeführt, ihr Concerto Nr. 1 wurde von der BBC gesendet.
1936 kehrte sie nach Adelaide zurück. Sie komponierte zur Einhundertjahrfeier der Proklamation der Provinz South Australia die Ouvertüre Adelaide, die unter Leitung von Malcolm Sargent in der Centennial Hall aufgeführt wurde, und die Musik zum Festumzug. Nach ihrer Heirat mit Marcus Edwards verbrachte sie die meiste Zeit ihres Lebens in Sydney.
37 Jahre arbeitete sie als Prüferin für das Advisory Board des AMEB und war Vorstandsmitglied der Music Teachers' Association of New South Wales, die sie 1987 mit einer lebenslangen Mitgliedschaft ehrte. Als Pianistin gab sie Recitals in den großen Städten Australiens, gab Konzerte mit fast allen führenden Orchestern des Landes unter Dirigenten wie Malcolm Sargent, Constant Lambert, Georg Schnéevoigt, Bernard Heinze, Edgar Bainton, Joseph Post und Geoffrey Simon und trat bei Wohltätigkeitsveranstaltungen und im Rundfunk auf. Viele Jahre gab sie in New South Wales Workshops zur Vorbereitung von Studenten auf ihre Klavierprüfungen und gab Meisterklassen anhand ihrer eigenen Kompositionen.
1988 wurde ihre Komposition Valley of the Rocks von 23 der 38 Teilnehmer für die Sydney International Piano Competition ausgewählt. Zu ihrem 80. Geburtstag gab sie in Sydney, Perth, Adelaide und Ingham Recitals mit Johannes Brahms’ Sonate f-Moll und Franz Liszts Sonate h-Moll. 1997 gab sie am Royal College of Music in London ein Konzert mit eigenen Werken. Im gleichen Jahr nahm der Pianist James Muir mit den Sydney Chamber Players zwei CDs mit bis dahin unveröffentlichter Kammermusik Hydes auf. Mit dem Strathfield Symphony Orchestra unter Solomon Bard spielte sie ihre Fantasy-Romantic und 2002 ihr Klavierkonzert Nr. 2. Im gleichen Jahr war sie Ehrengast und Artist in Residence beim Barossa International Festival of Music.
Insgesamt ist das kompositorische Werk Hydes sehr umfangreich, allein beim Australian Music Center sind fast 300 Kompositionen erfasst. Daneben war Hyde auch literarisch tätig. Sie schrieb mehr als 500 Gedichte, die in drei Bänden erschienen (The bliss of solitude, 1941; A few poems, 1942; Dawn to dusk, 1932–47) und von denen sie fünfzehn selbst vertonte. 1991 erschien bei Currency Press Sydney ihre Autobiographie Complete Accord. Für ihr Wirken wurde Hyde vielfach geehrt. Sie wurde 1980 zum Officer des Order of the British Empire und 1991 zum Officer des Order of Australia ernannt. Die Macquarie University verlieh ihr zu ihrem 80. Geburtstag einen Ehrendoktortitel und das Cambridge International Biographical Centre zeichnete sie zweimal (1991–92 und 1998–99) als International Woman of the Year for Service to Music aus, das American Biographical Institute 2004 als Woman of the Year. Das Australian International Conservatorium of Music verlieh ihr ein Ehrendiplom, die University of Adelaide einen Distinguished Alumni Award (für 2003) und die Australasian Performing Right Association den Preis für Distinguished Services to Australian Music.